# Pavillon de Tonggun
Le pavillon Thonggun (통군정, 統軍亭, Thonggunjong), construit dans la première moitié de l'époque Goryeo,  servait de poste de commandement de la forteresse d'Uiju à Uiju. Situé à son point le plus haut, il domine le Yalou qui sert de frontière entre la Chine et la Corée du Nord. La muraille de Chine, la grande muraille de Hushan, commence de l'autre côté du fleuve. C'était un point d'appui militaire important pour le nord-ouest de la Corée.
À cause de son site pittoresque, le pavillon est considéré comme une des huit merveilles du Kwanso. Il a également été désigné trésor national n° 51.

## Histoire
En 1232, les troupes coréennes sont vaincues par l'armée mongole lors de la bataille d'Anbuk-bu et doivent payer un lourd tribut.
À l'automne 1918, Kim Hyong-jik, opposant à l'occupation japonaise et père de Kim Il-sung, y lance un appel aux Coréens à reprendre le contrôle du pays par la force.
Restauré en 1538, détruit par les bombardements américains lors de la guerre de Corée, le pavillon a ensuite été reconstruit.